# Czerwieńska Grapa
Czerwieńska Grapa (835 m n.p.m.) – szczyt w Paśmie Baraniej Góry w Beskidzie Śląskim. Wznosi się w grzbiecie odchodzącym od Glinnego na południe, a kończącym się Małą Baranią nad Kamesznicą. Znajduje się w nim między Wielkim Żorem, od którego oddzielony jest przełęczą Siodełko i wzniesieniem Żarek.
Czerwieńska Grapa ma kształt wąskiej grzędy o stromych, miejscami kamienistych stokach, ciągnącej się z południowego zachodu na północny wschód. Zbudowana jest z piaskowców ciężkowickich. Jej grzbietem biegnie granica między wsiami Cisiec i Kamesznica w województwie śląskim, w powiecie żywieckim. W całości jest porośnięta lasem.
Nazwa grapa często występuje w Polsce i Słowacji w gwarze podhalańskiej, gwarze spiskiej, orawskiej i liptowskiej. Nadawano ją stromym lub urwistym zboczom, grzbietom lub wzniesieniom.